# Wolliger Milchling
Der Wollige Milchling (Lactifluus vellereus, Syn.: Lactarius vellereus), auch Erdschieber, Samtiger Milchling oder Mildmilchender Wollschwamm genannt, ist ein häufig vorkommender Pilz aus der Familie der Täublingsverwandten (Russulaceae). Er ist durch einen weißlichen, wollig-filzigen Hut in Schüsselform sowie brennend scharfes Fleisch, das viel weiße Milch absondert, und entfernt stehende Lamellen gekennzeichnet. Die Fruchtkörper sind meist gesellig anzutreffen, oft verhältnismäßig groß und häufig mit Erde oder Pflanzenteilen bedeckt.

## Merkmale

### Makroskopische Merkmale
Der Wollige Milchling besitzt einen ungezonten, kalkweißen Hut, der manchmal ockerfarbene Flecken aufweist; später erscheinen sie mehr trübocker-gelblich. Zunächst ist die Kappe gewölbt und in der Mitte etwas vertieft, später breitet sie sich aus und besitzt eine recht breite, schüsselförmige Delle. Der Rand ist anfangs eingerollt, später ist er scharf abgegrenzt und verläuft wellig-geschweift. Die Oberfläche ist trocken und zumindest bei jungen Exemplaren deutlich wollig-flaumig. Am Hutrand ist sie recht dicht wollig-filzig. Die Huthaut verkahlt mit der Zeit und kann rissig werden. Der Hut erreicht einen Durchmesser zwischen 8 und 30 Zentimetern. Er ist sehr starr, zäh und festfleischig.
Die Lamellen sind erst weißblass getönt, färben sich aber später schwach ockergelblich bis fleischrötlich. Die Schneiden sind dann hellockergelb. Sie stehen anfangs relativ dicht, sind aber bald deutlich entfernt angeordnet. Außerdem sind sie oft gegabelt und nicht sehr hoch. Ihre Konsistenz ist dick und starr. Sie laufen etwas am Stiel herab, einige sind jedoch schwach ausgebuchtet. Manchmal bilden sie kleine Querverbindungen (Anastomosen)
Der Stiel befindet sich zentral oder leicht exzentrisch am Hut. Er ist meist zylindrisch geformt und weißlich oder schwach zitronengelb getönt. Druckstellen färben sich hell-ockerfuchsig. Er erreicht eine Länge von zwei bis sechs Zentimetern und eine Dicke von zwei bis fünf Zentimetern. Die Konsistenz ist hart und vollfleischig. Die Oberfläche ist anfangs mit watteartigen, zartflaumigen Härchen überzogen, verliert diese Bedeckung aber später. An der Basis befindet sich weißlichgraues Myzel, in dem sich zusammengeklumpte Humusstücken befinden.
Das Fleisch ist weißlich, fest und hart. Es besitzt eine krümelig-körnige Konsistenz und zersetzt sich nur schwer. Der Geruch erinnert an den Gemeinen Weiß-Täubling (Russula delica). Nach Zerschneiden und längerem Liegen verfärbt es sich am Rand meist schwach rosaviolettlich, sonst blass sahnegelb. Mit Guajak reagiert es sofort und anhaltend kräftig grün, mit Guajakol sofort rein rosalila mit etwas oranger Tönung; später färbt es sich weinrot bis purpurschwärzlich. Mit Eisensulfat wird das Fleisch sofort rosa und nach zehn Minuten schmutzig karminrosa mit graubraunen Teilen.
Die Milch ist weiß. Beim Eintrocknen auf Glas färbt sie sich schwefelgelblich. Junge Exemplare geben reichlich Milch ab, im trockenen Zustand ist jedoch kaum noch ein Milchen festzustellen. Ohne Verbindung mit dem Fleisch schmeckt sie fast mild, aber etwas bitterlich kratzend. Mit Kaliumhydroxid reagiert sie nicht, mit Lackmus durch den basischen pH-Wert blau.

### Mikroskopische Merkmale
Die Sporen sind weißlich und rundlich bis breitellipsoid geformt; sie messen 7,5–9,5 × 6,5–8,5 Mikrometer. In Melzers Reagenz lassen sich zarte Ornamente erkennen. Die Oberfläche ist mit kleinen Warzen bedeckt, die durch feine Linien teilweise miteinander verbunden sind. Die Zystiden sind meist spindelig oder bauchig geformt und an der Spitze abgerundet. Sie sind an den Lamellenflächen und -schneiden reichlich vorhanden. Dazwischen befinden sich zahlreiche Milchsafthyphen.
Aus den Sphaerozysten der Hutdeckschicht entspringen aufgerichtete, etwas dickwandige Hyphen, die den Hutfilz bilden. Dazwischen befinden sich zahlreiche Milchsafthyphen, die bis fast zur Hutoberfläche verlaufen.

## Artabgrenzung
Äußerlich kaum zu unterscheiden ist der seltenere Scharfmilchende Wollschwamm (Lactifluus bertillonii). Er reagiert mit Kaliumhydroxid in wenigen Sekunden goldgelb und seine Milch schmeckt auch ohne Verbindung mit dem Fleisch brennend scharf. Ähnlich ist auch der Langstielige Pfeffer-Milchling (Lactifluus piperatus), der jedoch einen glatten Hut und dichtere Lamellen besitzt. Außerdem ist er meist kleiner und besitzt einen längeren Stiel. Verwechslungsmöglichkeit besteht auch mit dem Gewöhnlichen Weiß-Täubling (Russula delica), der jedoch keine Milch abgibt.

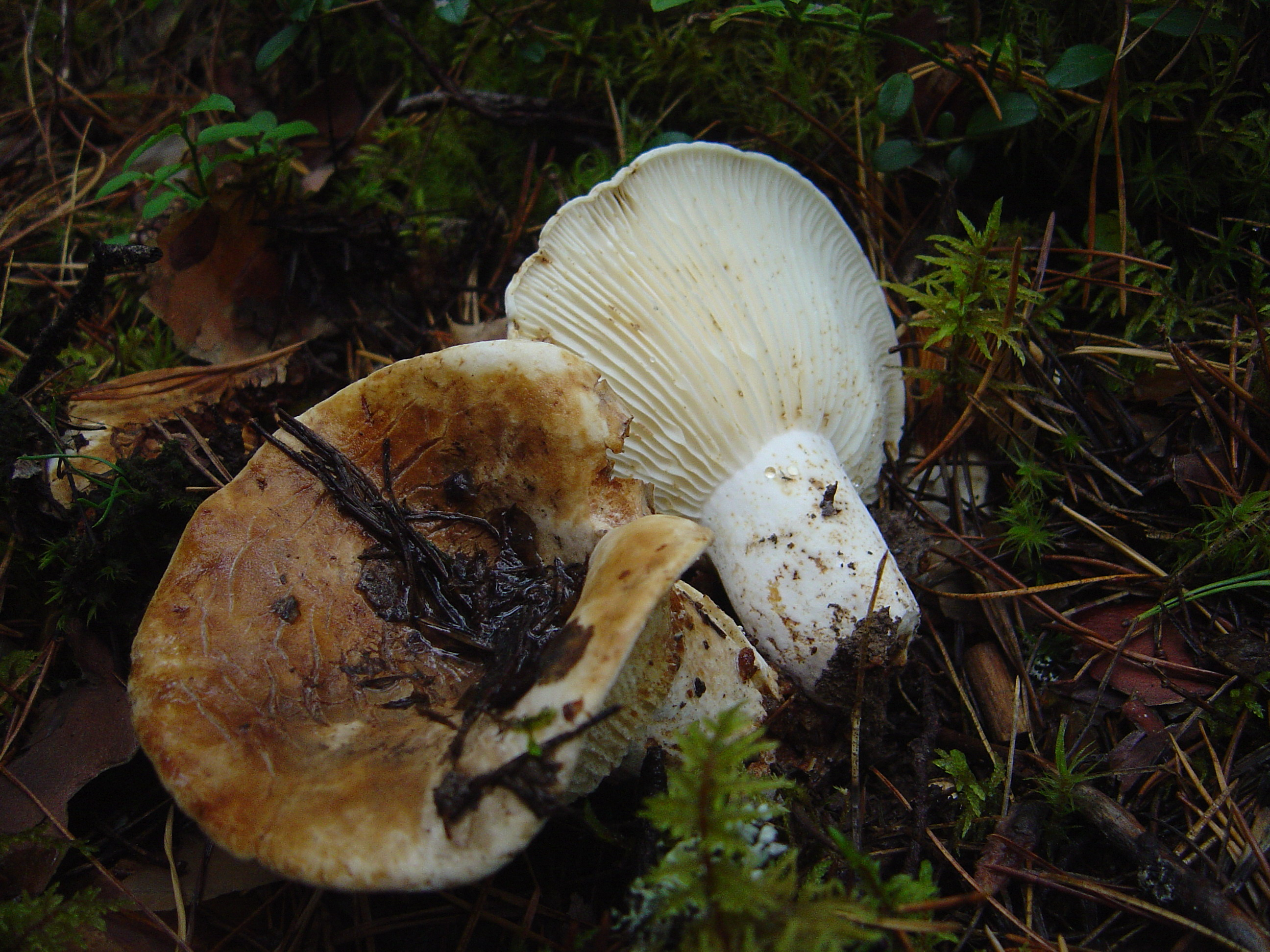
Der Scharfe Woll-Milchling lässt sich von seinem Erscheinungsbild her meist kaum unterscheiden. Das gezeigte Exemplar stammt aus West-Sibirien.
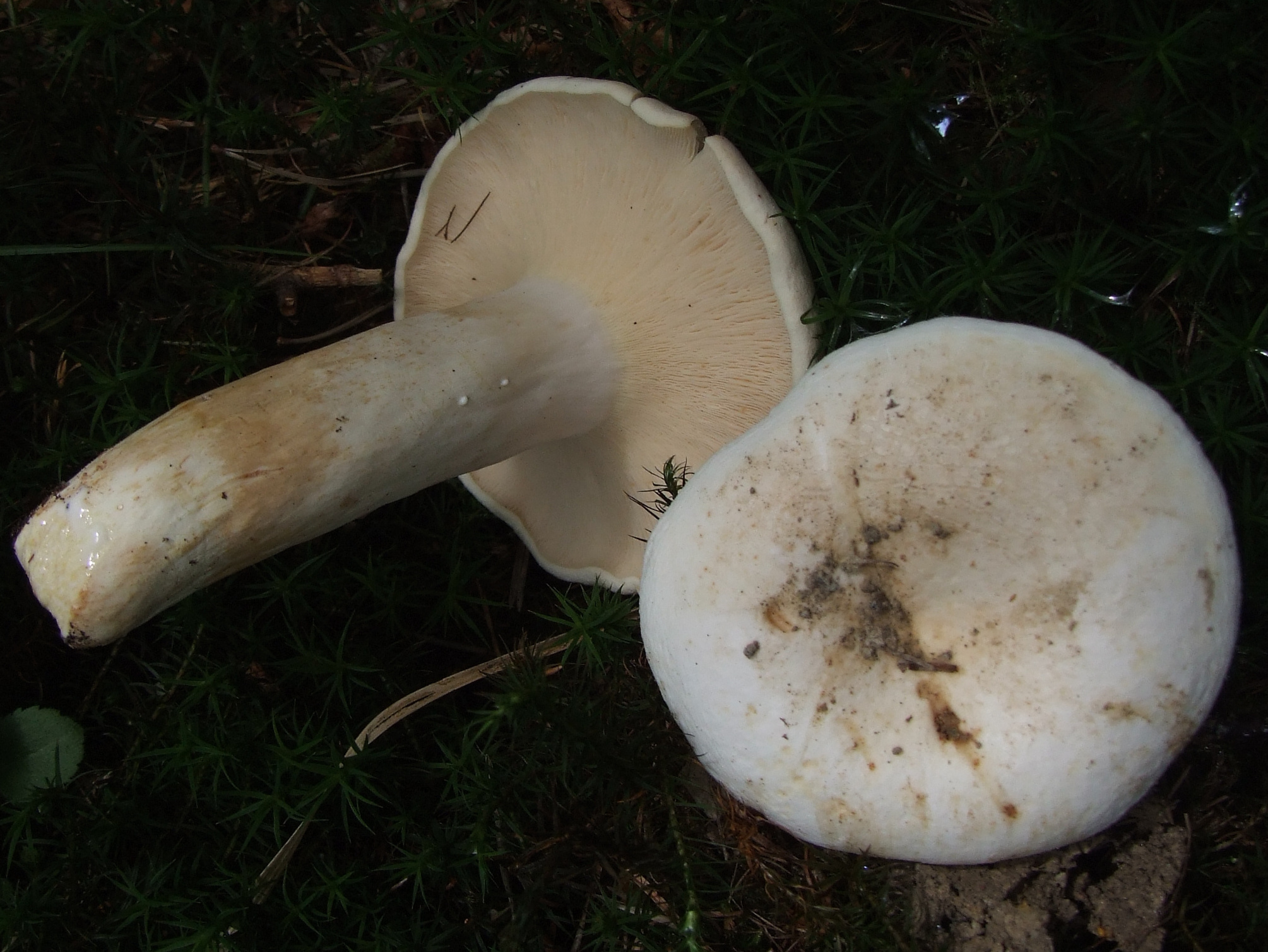
Der Langstielige Pfeffer-Milchling ist meist kleiner und hat dichter stehende Lamellen.
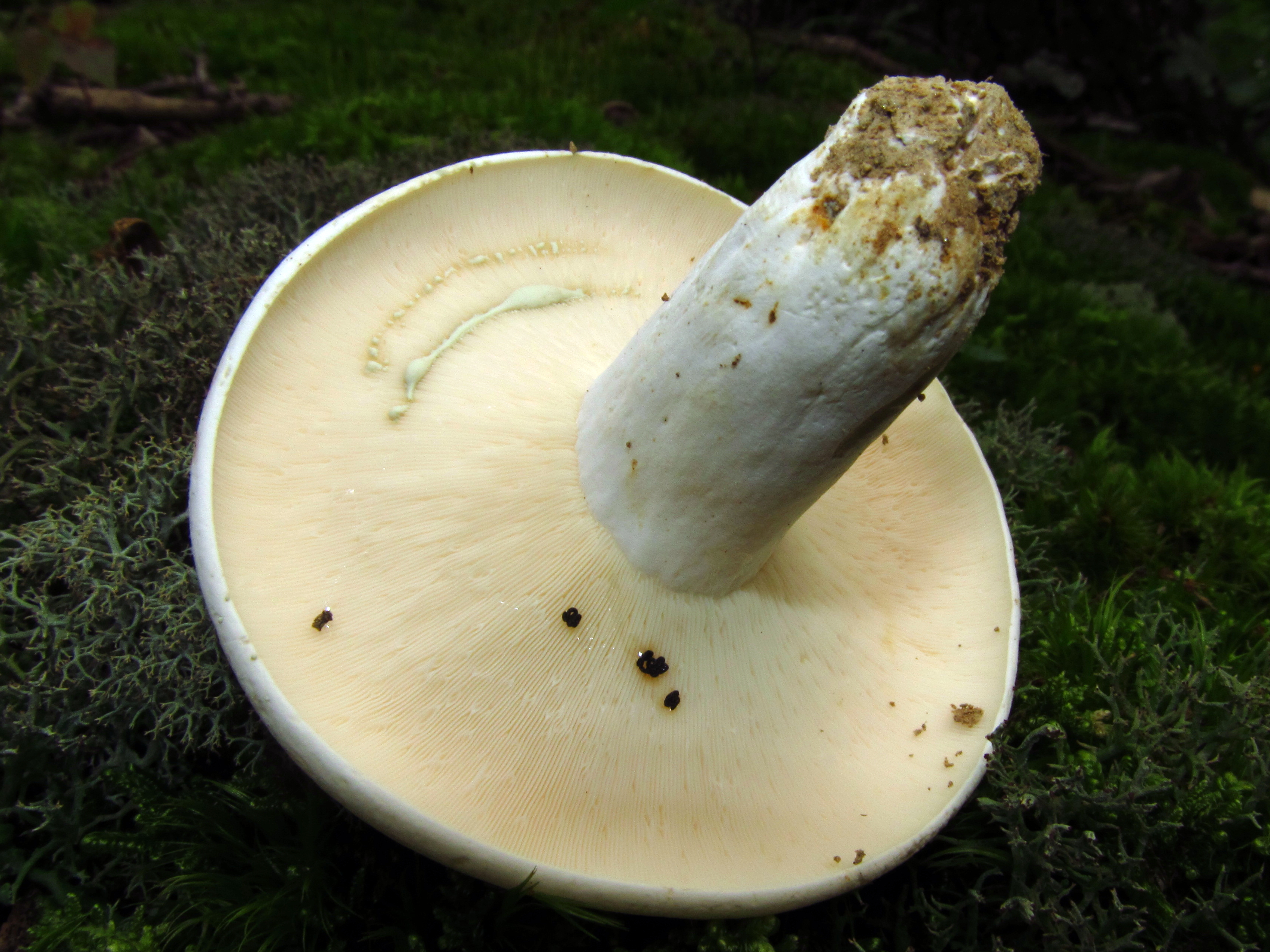
Der Grünende Pfeffer-Milchling ähnelt dem Langstieligen Pfeffer-Milchling und hat zusätzlich eine langsam graugrün eintrocknende Milch.
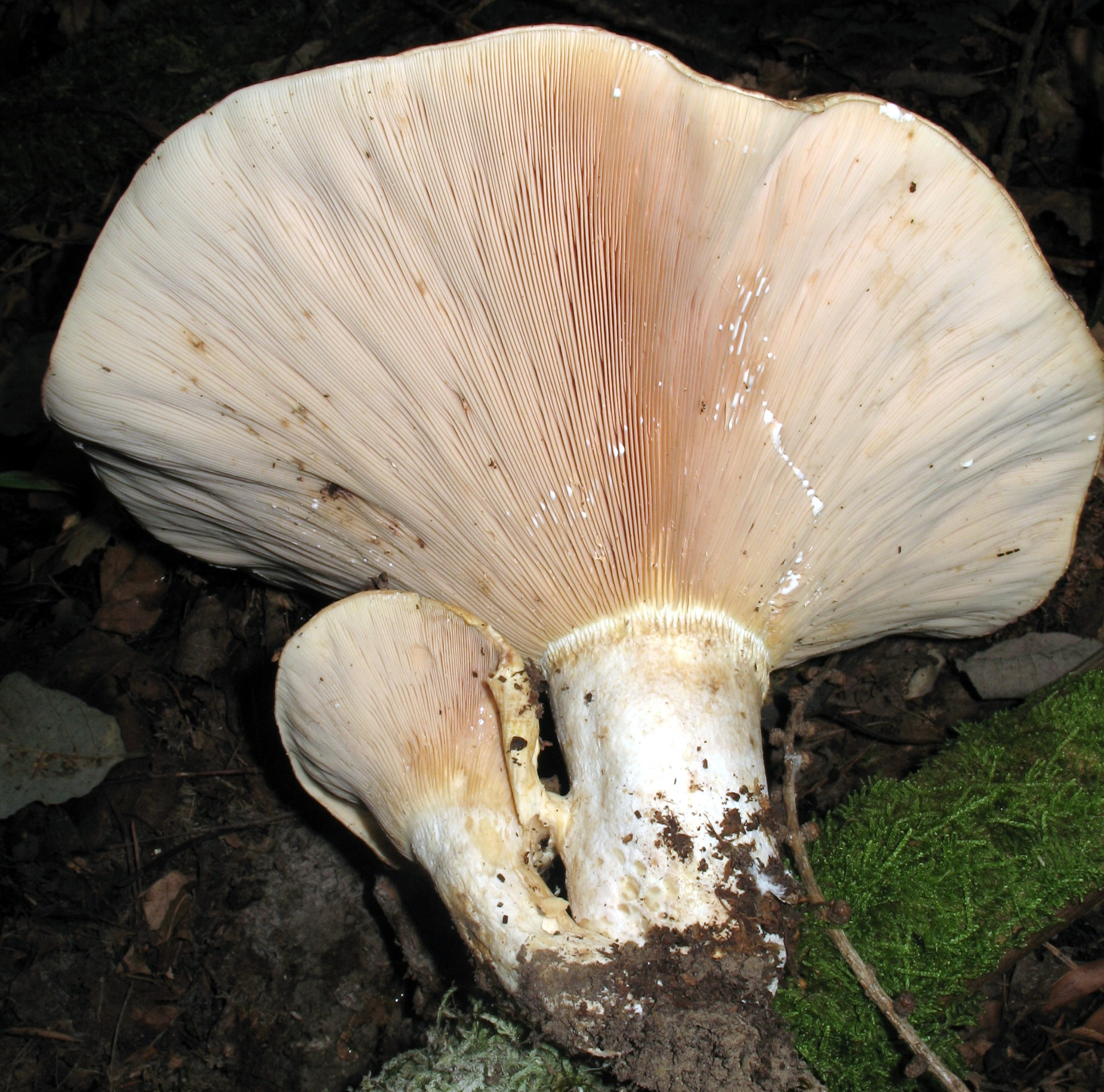
Der Rosascheckige Milchling hat deutlich rosa getönte Lamellen
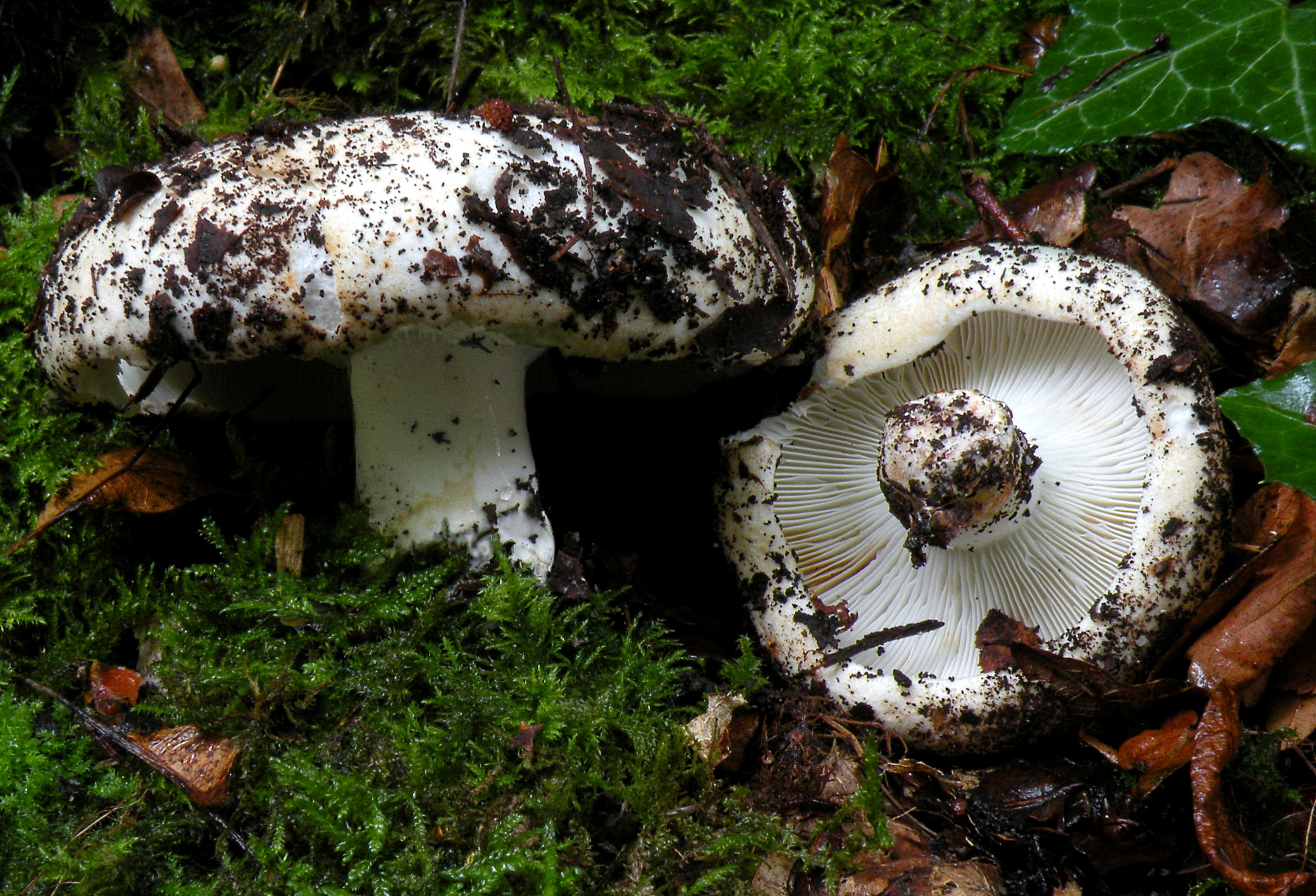
Der Gemeine Weiß-Täubling sieht oft ähnlich aus, hat aber keinen Milchsaft.

## Ökologie
Der Wollige Milchling ist vor allem in wärmeliebenden Buchen-, Buchen-Tannen- und Tannen- sowie Eichen-Hainbuchenwäldern zu finden. Dort besiedelt er frische, nicht zu nährstoffreiche Braunerden, die meist gut mit Basen versorgt sind. Die Ausgangsgesteine sind dabei basenhaltige Erstarrungs- und Schichtgesteine, vor allem Kalk, Mergel und Basalt. Auch über stark feldspathaltigen Silikaten wie Gneis und Granit ist er zu finden. Seltener trifft man ihn auf sauren oder oberflächlich abgesauerten Böden, wie entsprechende Fichten-Tannen- und Fichtenwälder. Gelegentlich ist der Pilz an Lichtungen, Wegrändern, in Parks und Gärten zu finden.
Der Wollige Milchling ist ein Mykorrhiza-Pilz, der mit Laub- und Nadelbäumen in Symbiose lebt. Häufigster Partner ist dabei die Rotbuche; in weitem Abstand folgen die Gemeine Fichte und weitere Baumarten dahinter. Die Fruchtkörper erscheinen von Juli bis November, vor allem im September und Oktober.

## Verbreitung

Verbreitung des Wolligen Milchlings in Europa.
Legende:
grün = Länder mit Fundmeldungen
weiß = Länder ohne Nachweise
hellgrau = keine Daten
dunkelgrau = außereuropäische Länder.

Der Wollige Milchling ist in der Holarktis verbreitet, wo er in Nordamerika, Europa, Nordafrika und den Kanarischen Inseln sowie in Nordasien zu finden ist. In Europa reicht das Gebiet von den Hebriden und Großbritannien sowie Frankreich im Westen über ganz Mitteleuropa bis Nordeuropa sowie nach Ungarn im Osten sowie Serbien und Italien im Süden.

## Systematik
Der Milchling wurde 1821 erstmals durch den schwedischen Mykologen Elias Magnus Fries als Agaricus vellereus beschrieben. 1838 stellte ihn Fries in die Gattung Lactarius, sodass er seinen heute noch gültigen Namen bekam. Nomenklatorische Synonyme sind Galorrheus vellereus (Fr.) P.Kumm. und Lactifluus vellereus (Fr.: Fr.) Kuntze (1891). Weitere Taxonomische Synonyme sind Lactarius albivellus Romagn. (1980) und Lactarius velutinus Bertillon (1868), das 1908 durch Bataille zur Varietät von L. vellereus herabgestuft wurde.
Da molekularbiologische Untersuchungen zeigten, dass die Gattung Lactarius nicht monophyletisch ist und sich in zwei Abstammungslinien aufspaltet, schlug A. Verbeken vor, die Milchlinge aus der Sektion Albati in die zuvor von Bart Buyck vorgeschlagene Gattung Lactifluus zu stellen. Die „neue“ Gattung Lactifluus beherbergt ansonsten überwiegend tropische Arten. Falls sich Buycks Vorschlag durchsetzt, wird der Woll-Milchling zukünftig Lactifluus vellereus (Fr.) Kuntze heißen. Vorerst ist dieser Schritt in den wichtigsten Taxonomie-Datenbanken noch nicht vollzogen worden. Die Untersektion Russula subsect. Ochricompactae ist eine dritte Abstammungslinie, zu der sowohl Milchlinge als auch Täublinge gehören. Sie bildet heute die eigenständige, neu definierte Gattung Multifurca.

### Infragenetische Systematik
Der Wollige Milchling wird von Bon, Heilmann-Clausen und Basso als Typusart in die Sektion Albati (Bat.) Singer, gestellt, die bei Bon und Basso innerhalb der Untergattung Lactifluus und bei Heilmann-Clausen in der Untergattung Lactariopsis steht. Die Vertreter der Sektion haben große, weiße Hüte und eine weiße, weitgehend unveränderliche Milch. Die dicken Lamellen stehen ziemlich entfernt und das Sporenornament ist unauffällig und besteht aus niedrigen, dünnen Graten.

## Bedeutung
Der Wollige Milchling gilt in Süd-, West-, Mitteleuropa als ungenießbar, wird in Russland, der Ukraine und Bulgarien aber als Speisepilz geschätzt. In Sibirien ist der Milchling sogar Marktpilz. Der scharfe Geschmack lässt sich aber durch einfaches Wässern nicht beseitigen. Manchmal wird er aber in dünne Scheiben geschnitten und scharf angebraten zubereitet. Der Pilz wird dann als essbar und wohlschmeckend beschrieben. In Russland (Sibirien) wird er durch eine Vorbehandlung essbar gemacht. Dazu sind zwei Methoden gebräuchlich.
- Eine langsame Methode

Diese Methode funktioniert ähnlich wie die Zubereitung von Sauerkraut. Die gesäuberten Pilze werden ca. 12 Stunden gewässert. Dann wird das Wasser abgepresst, die Pilze werden gesalzen und gewürzt und in einem Steintopf mit Leinentuch, Holzbrettchen und Stein abgedeckt. Die Salzlake muss die Pilze vollständig bedecken. Nach ca. 40 Tagen sind die Pilze fertig.
- Eine schnelle Methode

Die gesäuberten Pilze werden ca. 20 min. gekocht. Danach werden sie wie oben beschrieben 4–5 Tage in eine Salz- und Würzmischung eingelegt und können dann gegessen werden.